# Johann Jakob Bethmann
Pour les articles homonymes, voir Famille de Bethmann et Bethmann.
Johann Jakob Bethmann (20 juin 1717 – 2 septembre 1792), connu aussi sous le nom francisé de Jean-Jacques de Bethmann, est un négociant et armateur allemand du XVIIIe siècle. Installé à Bordeaux, il est le cofondateur de la banque Bethmann, aujourd'hui connue sous le nom de Delbrück Bethmann Maffei AG, puis Bethmann Bank (en) depuis 2011.

## Biographie
Né à Bergnassau, membre important de la dynastie de banquiers et financiers d'origine allemande  Bethmann, il est l’un des trois fils de Simon Moritz Bethmann (de) (1687–1725), administrateur de sociétés, qui décède très tôt. Il est alors élevé à Francfort par son oncle Jakob Adami, avec ses frères Johann Philipp et Simon Moritz qui l’aident à fonder la banque Gebrüder Bethmann.
Il part s’installer à Bordeaux en 1740, où il fonde la société d’armement naval et de négoce Bethmann & Imbert, qui sera rebaptisée en 1779 Bethmann & fils. Il se fait alors appeler Jean-Jacques de Bethmann.
En 1745, il épouse Elisabeth Desclaux de Latané (1725–1785), née à Bordeaux, puis en 1749 prend la nationalité suisse avant d’être fait chevalier de l’empire allemand en 1776. Il était ami avec l’écrivain allemand Friedrich Melchior Grimm.
Résident dans son hôtel du faubourg des Chartrons, il acquit en 1776, comme beaucoup de notables bordelais, une propriété viticole aux portes de la ville. Ainsi il posséda, au village du Tondu, le domaine Picon, une vaste propriété plantée de vigne et traversée par le Peugue. Au sein du domaine viticole se trouvait une maison de maître, futur « Château-Picon », où il est mort en 1792. Sur ce site sera construit le Centre hospitalier spécialisé Charles-Perrens.
Il eut pour arrière petit-fils Alexandre de Bethmann (1805-1871), maire de Bordeaux de 1867 à 1870.

## Jean-Jacques de Bethmann et l'esclavage

### Implication financière dans la traite négrière
Bien qu'aucun document n'ait été retrouvé par les historiens, ni à Bordeaux, ni en Allemagne, attestant l'armement direct d'une expédition négrière par Jean-Jacques de Bethmann, on ne peut exclure qu'il ait pris part ponctuellement au financement de telles opérations, malgré son statut d’étranger lui interdisant officiellement d’armer des bateaux à cette fin. Selon Éric Saugéra, Jean-Jacques de Bethmann participa au financement de nombreuses opérations de traite dont il ne put avoir l’initiative,. L'historien remarque que, sur les 191 trafiquants négriers de Bordeaux, les plus actifs sont les protestants, ceux dont on sollicite plus volontiers l'aide financière pour lancer une expédition négrière. À titre d'exemple, en 1789, Jean-Jacques de Bethmann investit 200 000 livres tournois (équivalant à 3,2 millions d'euros actuels) dans la firme négrière Romberg, Bapst et Cie. L'année suivante, en 1790, celle-ci arme deux navire à la traite, l'Aimable-Manon et le Lafayette.

### Administrateur, puis copropriétaire de plantations esclavagistes
La société Bethmann & Desclaux s'est occupée d'administrer des plantations coloniales au nom de divers propriétaires, notamment à Saint-Domingue. Également, en 1777, la firme Bethmann & fils s'associe avec Abraham Gradis pour le rachat, pour moitié chacun, d'une habitation (plantation sucrière) aux Nippes de Saint-Domingue,.

### Lobbyiste de l'esclavage?
Bethmann et son épouse ont apporté un soutien personnel à la communauté protestante des Frères moraves, qui furent parmi les premiers militants abolitionnistes, avant même la création en 1788 de la Société des amis des Noirs. Mais parallèlement, Albert Rèche relève qu'on retrouve un Bethmann parmi les 300 signataires de la pétition contre l'égalité des Blancs et des gens de couleur libres en 1791.